# Beyoğluspor

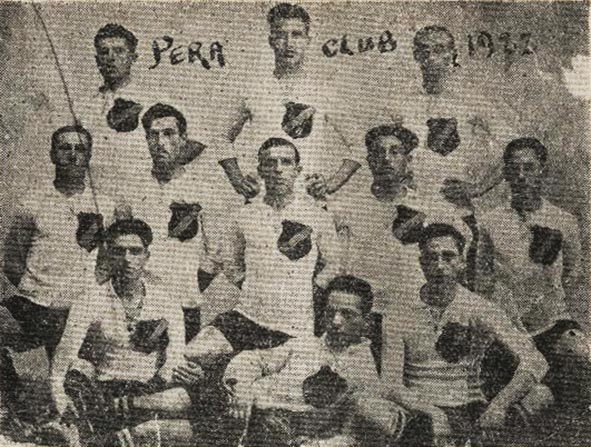
Sportverein Pera 1922

Beyoğluspor (griechisch Αθλητικός Σύλλογος Πέρα ‚Sportverein Pera‘) ist ein türkischer Sportverein aus Istanbul. Ihre Heimspiele tragen die Gelb-Schwarzen im Beyoğlu-Stadion aus. Es ist neben Kurtuluş SK eine der wenigen verbliebenen von Griechen gegründeten Sportvereinen der Stadt und entsendet Mannschaften im Volleyball, Basketball und Fußball.

## Geschichte
Beyoğluspor wurde im Jahr 1914 unter dem Namen Griechisches Fußballteam gegründet; ursprünglich wurde der Verein im Jahr 1884 als griechischer namens „Pera“ gegründet, amtlich jedoch nicht eingetragen. Mit der Ausrufung der Türkischen Republik wurde er im Jahr 1923 in Beyoğluspor umbenannt.
Die Bemühungen der Vereinsmanager und -präsidenten wie G. Chalkousis, S. Kanakis, G. Mouzakis und A. Tripos spielten eine entscheidende Rolle dabei, dass die Mannschaft erfolgreich in der ersten Liga spielte. Andererseits spielten zahlreiche Athleten auch auf der internationalen Bühne, wie der Weltmeister im Gewichtheben und spätere Trainer der griechischen Gewichthebernationalmannschaft, Christos Iakovou.
Die Mehrheit unter den Fans waren Mitglieder der griechischen Gemeinde der Stadt. Ab Mitte der 1940er Jahre wurde Beyoğluspor nicht nur von griechischen Istanbulern unterstützt, sondern auch von der zugezogenen türkischen Bevölkerung des Stadtteiles. Ferner bestand die Mannschaft ab Ende der 1940er Jahre aus immer mehr türkischen Spielern. Die Popularität des Vereins ging erst nach dem Pogrom von Istanbul 1955 drastisch zurück. Allerdings erlebte Beyoğluspor einen Rückgang an Fans, nachdem Lefter Küçükandonyadis, ein Fußballspieler griechischer Herkunft und einer der besten Spieler in der Türkei, in den 1950er und 1960er Jahren für Fenerbahçe spielte – was dazu führte, dass die meisten örtlichen Griechen zeitweise ihre Unterstützung für Fenerbahçe bekundeten.

## Ligazugehörigkeit
- Süper Lig: 1962–1964
- TFF 1. Liga: 1964–1967
- TFF 2. Liga: 1967–1973, 1984–1987
- Provinzliga: 1940–1962, 1973–1984, 1987–

## Ehemalige bekannte Spieler
- Kadri Aytaç
- Doğan Babacan
- Nikola Büyükvafiadis
- Naci Erdem
- Sabri Dino
- Şükrü Gülesin
- Şeref Has
- Yorgo Kasapoğlu
- Aleko Sofyanidis
- Varujan Arslanyan
- Fedon

## Ehemalige bekannte Trainer
- Cihat Arman (Juni 1954 – Dezember 1954)
- Rebii Erkal
- Bülent Eken
- Doğan Koloğlu
- Candan Tarhan